# 理查德·阿诺维特
理查德·刘易斯·阿诺维特（英語：Richard Lewis Arnowitt，1928年5月3日—2014年6月12日），美国物理学家，对理论粒子物理学和广义相对论做出了贡献。